# Fabio da Conceicao Amorim
Fabio da Conceicao Amorim (sinh ngày 28 tháng 2 năm 1990) là một cầu thủ bóng đá người Brasil.

## Sự nghiệp câu lạc bộ
Fabio da Conceicao Amorim đã từng chơi cho Shonan Bellmare.